# Dal segno

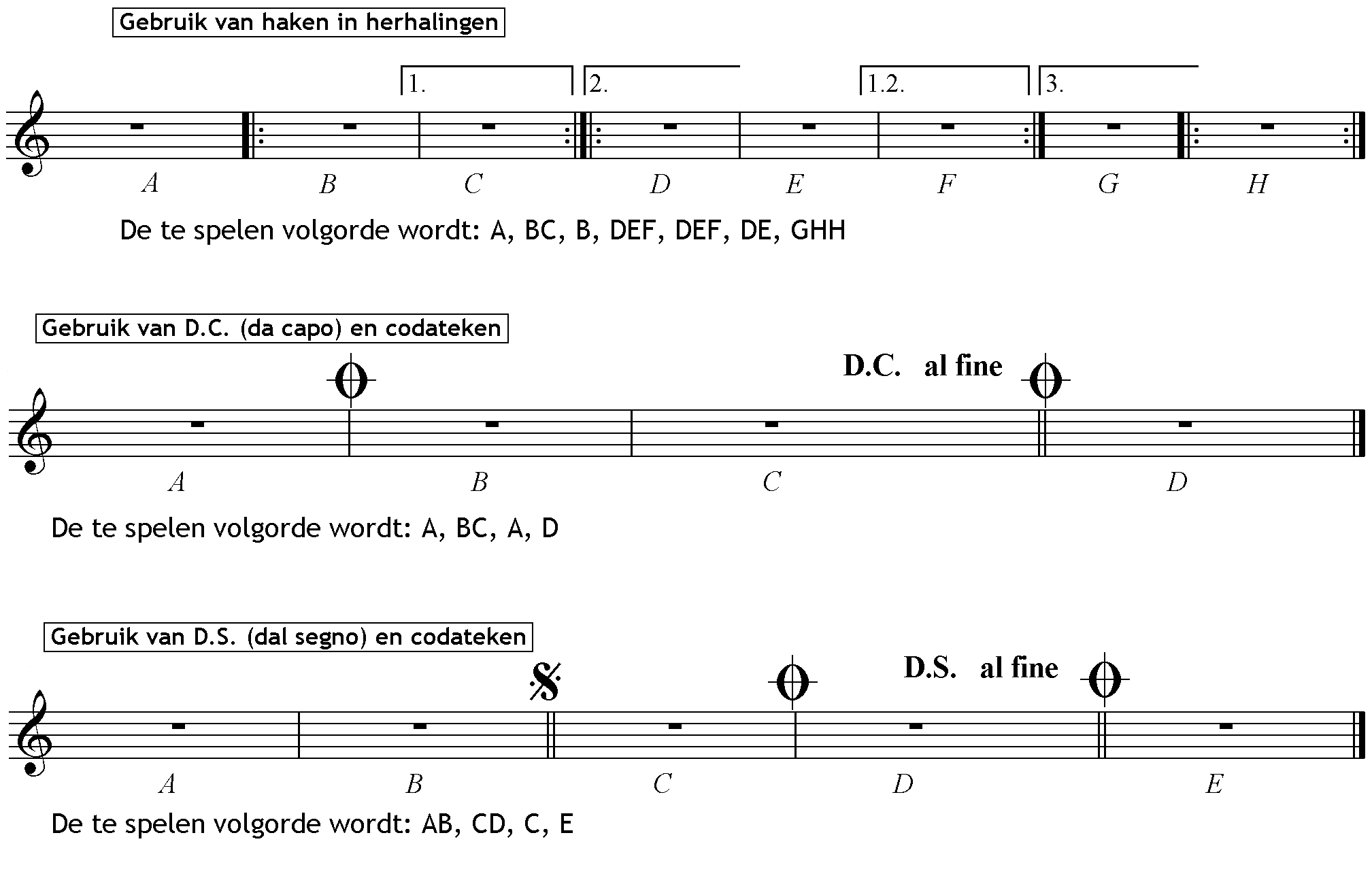
Dal segno (op notenbalk 3 als een onderdeel van herhalingsstructuren in de muzieknotatie.

Dal segno is een muziekterm afkomstig uit het Italiaans en betekent 'vanaf het teken'. Het 'teken' in kwestie (segno) is dan meestal een S met puntjes in de bochten.  Ook wordt er wel een paragraaf-teken voor gebruikt en een enkele keer een coda-teken.
In muzieknotatie wordt  "Dal segno" of afgekort "D.S." doorgaans boven de laatste maat geschreven. De speler wordt dan verondersteld alles vanaf het segno-teken nog een keer te spelen.  Alle uitbreidingen die bij een da capo notatie gebruikt worden zijn ook mogelijk voor "dal segno".